# Henry Charles Seymour
Lord Henry Charles Seymour, DSO&Bar (* 18. Mai 1878; † 18. Juni 1939) war ein britischer Adliger und Offizier.

## Leben
Er war der zweite von vier Söhnen des Hugh Seymour, 6. Marquess of Hertford (1843–1912), aus dessen Ehe mit Hon. Mary Hood (1846–1909), Tochter des Generals Alexander Hood, 1. Viscount Bridport. Sein älterer Bruder war George Seymour, 7. Marquess of Hertford (1871–1940).
1897 trat er als Second Lieutenant des Royal Warwickshire Regiment in die British Army ein. 1899 wechselte er als Lieutenant zu den Grenadier Guards.
Er kämpfte im Zweiten Burenkrieg, wo er verwundet und mentioned in despatches wurde. Im Ersten Weltkrieg erreichte der den Rang eines Major, den Brevet-Rang eines Lieutenant-Colonel und den temporären Rang eines Brigadier-General. Er wurde 1916 als Companion des Distinguished Service Order ausgezeichnet und erhielt 1918 die Wiederholungsspange (Bar) zu diesem Orden. Zudem wurde er 1917 als Offizier der französischen Ehrenlegion ausgezeichnet. 1924 wurde er (rückwirkend ab 1921) zum Colonel befördert. 1930 schied er aus dem aktiven Dienst bei den Grenadier Guards aus und erhielt ehrenhalber den Rang eines Brigadier-General. Er blieb noch bis 1938 Reserveoffizier.
1931 wurde er Deputy Lieutenant, 1934 Vice-Lieutenant und 1938 Lord Lieutenant von Warwickshire. Ab 1934 amtierte er als Honorary Colonel der 68th (South Midland) Brigade der Royal Field Artillery und 1937 auch als Honorary Colonel der Warwickshire Yeomanry.

## Ehe und Nachkommen
Am 10. November 1915 heiratete er Lady Helen Frances Grosvenor († 1970), Tochter des Hugh Grosvenor, 1. Duke of Westminster. Mit ihr hatte er einen Sohn und eine Tochter:
- Hugh Edward Conway Seymour, 8. Marquess of Hertford (1930–1997), ⚭ 1956 Pamela Térèse Louise de Caraman-Chimay (* 1932).
- Lady Margaret Katharine Seymour DCVO (1918–1975), Hofdame bei Elisabeth II., ⚭ 1948 Sir Alan Philip Hay (1918–1986).